# Migdal HaEmeq
Migdal HaEmeq (em hebraico:  מִגְדַּל הָעֶמֶק; em árabe: مجدال هعيمق) é uma cidade israelita do distrito Norte, com 24.800 habitantes.